# Rhaphidostegium cochleatulum
Rhaphidostegium cochleatulum är en bladmossart som beskrevs av Jean Édouard Gabriel Narcisse Paris 1898. Rhaphidostegium cochleatulum ingår i släktet Rhaphidostegium och familjen Sematophyllaceae. Inga underarter finns listade i Catalogue of Life.